# Amata aurea
Amata aurea là một loài bướm đêm thuộc phân họ Arctiinae, họ Erebidae.